# Skansipi
Skansipi är en ort i Mexiko.   Den ligger i kommunen Hueytlalpan och delstaten Puebla, i den sydöstra delen av landet, 170 km öster om huvudstaden Mexico City. Skansipi ligger 892 meter över havet och antalet invånare är 321.
Terrängen runt Skansipi är huvudsakligen kuperad, men västerut är den bergig. Runt Skansipi är det ganska tätbefolkat, med 129 invånare per kvadratkilometer. Närmaste större samhälle är Olintla, 6,4 km norr om Skansipi. I omgivningarna runt Skansipi växer huvudsakligen savannskog.